# Монстры рока
«Монстры рока» (англ. Monsters of Rock) — международный рок-фестиваль, состоявшийся в СССР 28 сентября 1991 года на поле аэродрома Тушино в Москве, вскоре после августовского путча ГКЧП.
В фестивале приняли участие популярные исполнители мировой рок-музыки — AC/DC, Metallica, Pantera и Black Crowes, Советский Союз представляла метал-группа «Э.С.Т.». 
Вход был бесплатным, пронос спиртных напитков не ограничивался; в результате был отмечен жёсткими столкновениями зрителей с многочисленными силами правопорядка — милиционерами, частными охранниками и солдатами (которые в ряде случаев сами провоцировали беспорядки) и получил впоследствии в СМИ неофициальное ироничное название «тушинское побоище».
По количеству зрителей (не менее полумиллиона после уточняющих подсчетов), этот концерт стал самым массовым в России на тот период времени.

## Подготовка и организация
Идея проведения Музыкального Фестиваля свободы в Москве, намеченного на конец сентября, с участием зарубежных звёзд первой величины созрела в дни августовского путча, американский промоутер Билл Грэм, известный организацией в США крупнейших рок-фестивалей Fillmore East и Fillmore West, занялся его подготовкой. Список из 11 исполнителей был опубликован в газете «Московский комсомолец» и включал Питера Гэбриэла, Ринго Старра, Боба Дилана, а также группы Rolling Stones, Eurythmics, U2, площадку предполагалось выделить на одной из площадей в центре города. Однако вокруг фестиваля возникла обстановка международной интриги, список участников сократился до четырёх, и он не состоялся — на ту же дату в Москве был заявлен крупный концертный фестиваль других организаторов — «Monsters of Rock» .
Мероприятие проводилось корпорацией BIZ Enterprises, возглавляемой Борисом Зосимовым, и компанией Date 2 Warner Inc. По воспоминаниям соорганизатора фестиваля Эдуарда Ратникова, в конце августа 1991 года к Тристану Дейлу, работавшему советником у Бориса Ельцина и лично знавшему Зосимова, обратились представители Time Warner с просьбой подыскать местного промоутера: «У них была идея отпраздновать победу сил демократии над „Империей Зла“ большим концертом». Зосимову удалось получить письмо от премьер-министра РСФСР Ивана Силаева и с его помощью решать организационные вопросы.
Решение проводить фестиваль было принято после 3 сентября, первоначально в качестве площадки рассматривалось Ходынское поле.
Концерт был заключительным в турне фестиваля «Monsters of Rock»: в Великобритании (Донингтон, 17 августа), Голландии (Неймеген, 1 сентября), объединённой Германии (Майнц, 7 сентября), Италии (Модена, 14 сентября) и странах бывшего «восточного блока» — Польше (Хожув, 13 августа) и Венгрии (Будапешт, 22 августа).

## Проведение
Число посетителей стало рекордным (от 700 тыс. человек и выше) — воспользовавшись свободным входом, на фестиваль съехались любители рока со всей страны.
Помню, как спустился на поле рано утром и всё, что смог увидеть — это костры, их было бесчисленное множество. Люди ночевали под открытым небом для того, чтобы увидеть нас. Это было невероятное чувство. <…> Мы привезли две большие саунд-системы, соединили их и развернули огромные видеоэкраны, дававшие возможность посмотреть концерт задним рядам. Мы подарили им рок-н-ролл.Ангус Янг, интервью журналу Classic Rock, 2001 год
Сначала были баррикады и танки на улицах Москвы — в это с трудом верилось и казалось, что это странный и слегка пугающий сон. Затем всё улеглось, жизнь вернулась в прежнее русло, но затем грянули «Monsters of Rock» — в это поверить было даже труднее, чем в танки и стрельбу на улицах…
Участники «Металлики» щедро бросали в толпу медиаторы и барабанные палочки, а Кирк Хэммет под конец концерта — свою гитару. Ларс Ульрих разбил себе руку о барабан, рука была вся в крови, как и пластик рабочего барабана, и он написал: «Bleeding for Moscow» (с англ. — «Кровоточу для Москвы»).
Тушинский концерт прошёл под охраной почти 11 тысяч (по другим данным — 20—25 тысяч) военнослужащих (внутренних войск), милиционеров, работников ОМОН и порядка 300 автоинспекторов. Однако полностью предотвратить беспорядки не удалось: 51 человек был госпитализирован, за медицинской помощью обратились более 100 человек, с черепно-мозговыми травмами госпитализированы 53 человека (из них — 16 военнослужащих). 50 человек были задержаны с холодным оружием и наркотиками, 1 человек задержан с огнестрельным оружием. 
Более того, сразу по окончании концерта блюстители порядка стали в ужесточённом порядке гнать публику к выходу, что привело к большой давке и потасовкам.
По материалам съёмок фестиваля в 1992 году Уэйном Айшемом был смонтирован фильм «Monsters of Rock in Moscow» (это видео полгода лидировало на MTV).

## Исполнители
- Pantera:

- Cowboys from Hell
- Primal Concerte Sledge
- Heresy
- Domination
- Psycho Holiday

- The Black Crowes:

- Stare It Cold
- Rainy Day Woman

- E.S.T. (или Э.С.Т.):

- Интро
- Bully
- Moscow Outskirts
- Батька, пожалей коней
- Сука
- 10 веселых лет
- Проклятая Алиса
- Катюша

- Metallica:

- Enter Sandman
- Creeping Death
- Harvester of Sorrow
- Fade to Black
- Sad But True
- Master of Puppets
- Seek and Destroy
- For Whom The Bell Tolls
- One
- Whiplash
- Last Caress (The Misfits cover)
- Am I Evil? (Diamond Head cover)
- Battery

- AC/DC:

- Thunderstruck
- Shoot To Thrill
- Back in Black
- Hell Ain’t a Bad Place to Be
- Rising Power
- Fire Your Guns
- Jailbreak
- The Jack
- Dirty Deeds Done Dirt Cheap
- Moneytalks
- Hells Bells
- Are You Ready
- High Voltage
- Highway to Hell
- Whole Lotta Rosie
- Let There Be Rock
- T.N.T.
- For Those About to Rock (We Salute You)